# Sztuka użytkowa

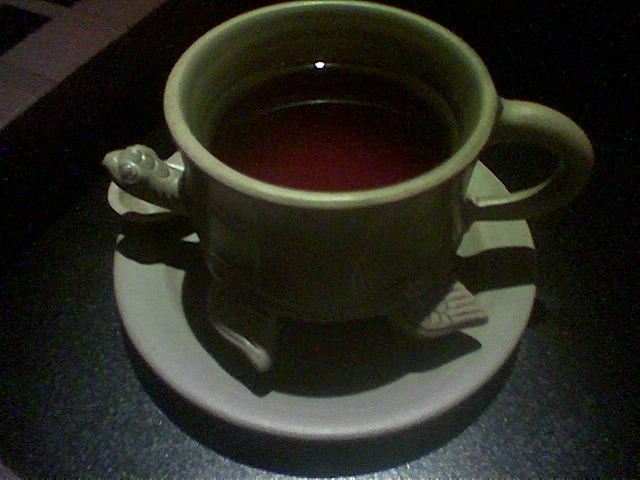
Filiżanka w kształcie żółwia

Sztuka użytkowa (sztuka stosowana, sztuka zdobnicza) – zajmuje się wytwarzaniem przedmiotów codziennego użytku, wykonywanych w niewielkich partiach przez twórcę (artystę) lub zaprojektowanych przez niego i wykonywanych przemysłowo (na dużą skalę).
Określenie to stosuje się czasem zamiennie z określeniem – rzemiosło artystyczne. Dotyczy głównie takich dziedzin jak: meblarstwo, złotnictwo, tkanina, ceramika, projektowanie przemysłowe, graficzne, zdobnictwo i moda.
W 1901 roku w Krakowie powstało Towarzystwo Polska Sztuka Stosowana, wzorowane na angielskim Arts and Crafts Movement, w 1913 powstały Warsztaty Krakowskie, spółdzielnia artystów i rzemieślników młodszego pokolenia.